# Акланд, Артур Герберт Дик
Артур Герберт Дик Акланд (англ. Arthur Herbert Dyke Acland; 1847—1926) — политический деятель Великобритании, некоторое время возглавлявший либеральную партию.
Сэр Артур Герберт Дик Акланд родился 13 октября 1847 года в Англии в Holnicote Estate.
Получил прекрасное образование в Крайст-Чёрч при Оксфордском университете.
В 1885 году Акланд был избран в палату общин как безусловный и последовательный гладстонианец.
Выступал чаще всего по вопросам организации народного просвещения в Британской империи.
В 1892—1895 годах был в кабинетах Уильяма Юарта Гладстона и Арчибальда Филиппа Розебери вице-президентом совета по народному просвещению (то есть министром народного просвещения).
После ухода из политики в 1899 году был назначен управляющим усадьбы Нортстед (англ. Manor of Northstead).
Сэр Артур Герберт Дик Акланд скончался на Альбионе 9 октября 1926 года.